# بيري رضا (مقاطعة دورة)
بيري رضا (بالفارسية: پیری رضا) هي قرية تقع في قسم كشكان الريفي (مقاطعة دورة) في إيران. يقدر عدد سكانها بـ 100 نسمة .